# Pește luptător siamez

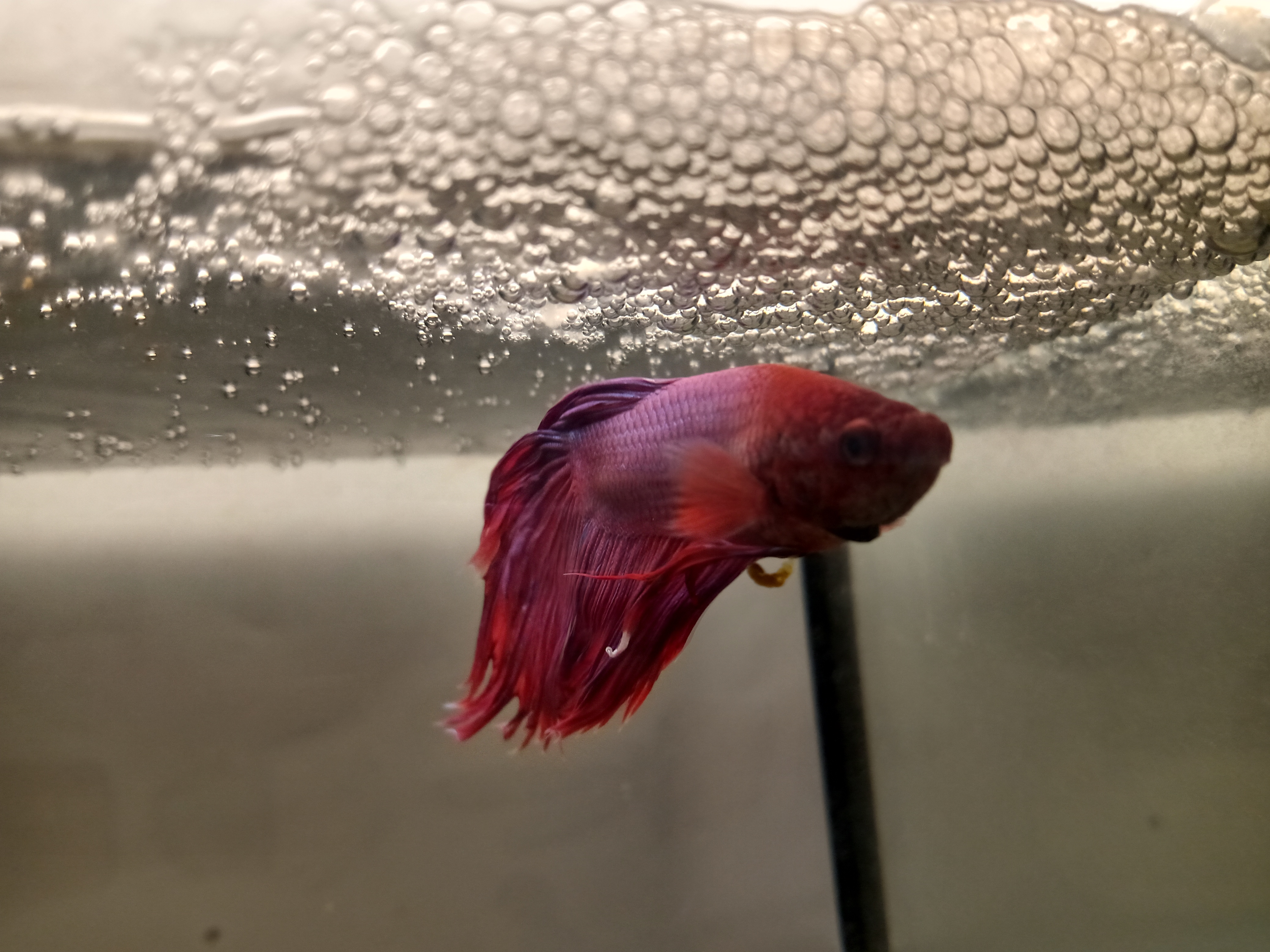
Mascul Betta splendens sub cuibul lui de bule

Peștele luptător siamez (Betta splendens), cunoscut de asemenea ca betta, este un pește popular în  acvaristică. Peștii betta sunt membri ai familiei gurami și sunt cunoscuți ca fiind foarte teritoriali. Masculii în special au înclinații către un nivel mare de agresivitate și vor ataca orice pește găzduit în același acvariu. Dacă nu există mijloace de scăpare, de obicei va rezulta moartea unuia sau a ambilor pești. Femelele betta pot de asemenea deveni teritoriale una față de cealaltă, dacă sunt puse într-un acvariu prea mic. Este de obicei nerecomandată punerea masculului împreună cu femelele, exceptând temporar, pentru scopuri de reproducere - care trebuie întotdeauna întreprinsă cu prudență.
Această specie este originară din bazinul Mekong din Thailanda, Cambodgia, Laos și Vietnam și este concentrată în mare parte în râul Chao Phraya din Thailanda. Peștele poate fi găsit în apele stătătoare ale canalelor, ale pădurilor  de orez și ale zonelor inundaile.  Este listat ca vulnerabil de IUCN. La 5 februarie 2019, Consiliul de miniștri din Thailanda a confirmat „peștele luptător siamez” ca animal național acvatic al Thailandei.

## Descriere
B. splendens crește de obicei la o lungime de aproximativ 7 cm.  Deși speciile de acvariu sunt cunoscute pe scară largă pentru culorile strălucitoare și înotătoarele mari, voalate, coloritul natural a lui B. splendens este în general verde, maro și gri, iar aripioarele exemplarelor sălbatice sunt scurte. În sălbăticie, acestea prezintă culori puternice doar atunci când sunt agitate. În captivitate, au fost crescuți selectiv pentru a afișa o gamă vibrantă de culori și tipuri de coadă.     

## Stare de conservare
Deși popular ca pește de acvariu, UICN a clasificat B. splendens în categoria vulnerabilă.  Peștele este în mod natural endemic pentru Thailanda și poate fi găsit în zone puțin adânci, în mlaștini sau câmpii de padoc (?).  Amenințarea principală se datorează distrugerii habitatului și poluării, deoarece terenurile agricole continuă să se dezvolte în Thailanda centrală.

## Dieta
Betta splendens se hrănește cu zooplancton, crustacee și larve de țânțari și alte insecte care trăiesc în apă. În captivitate, poate fi hrănit cu o gamă variată de granule sau alimente congelate, cum ar fi crevete de apă sărată, viermi, dafnia și multe altele.

## Reproducerea și dezvoltarea timpurie

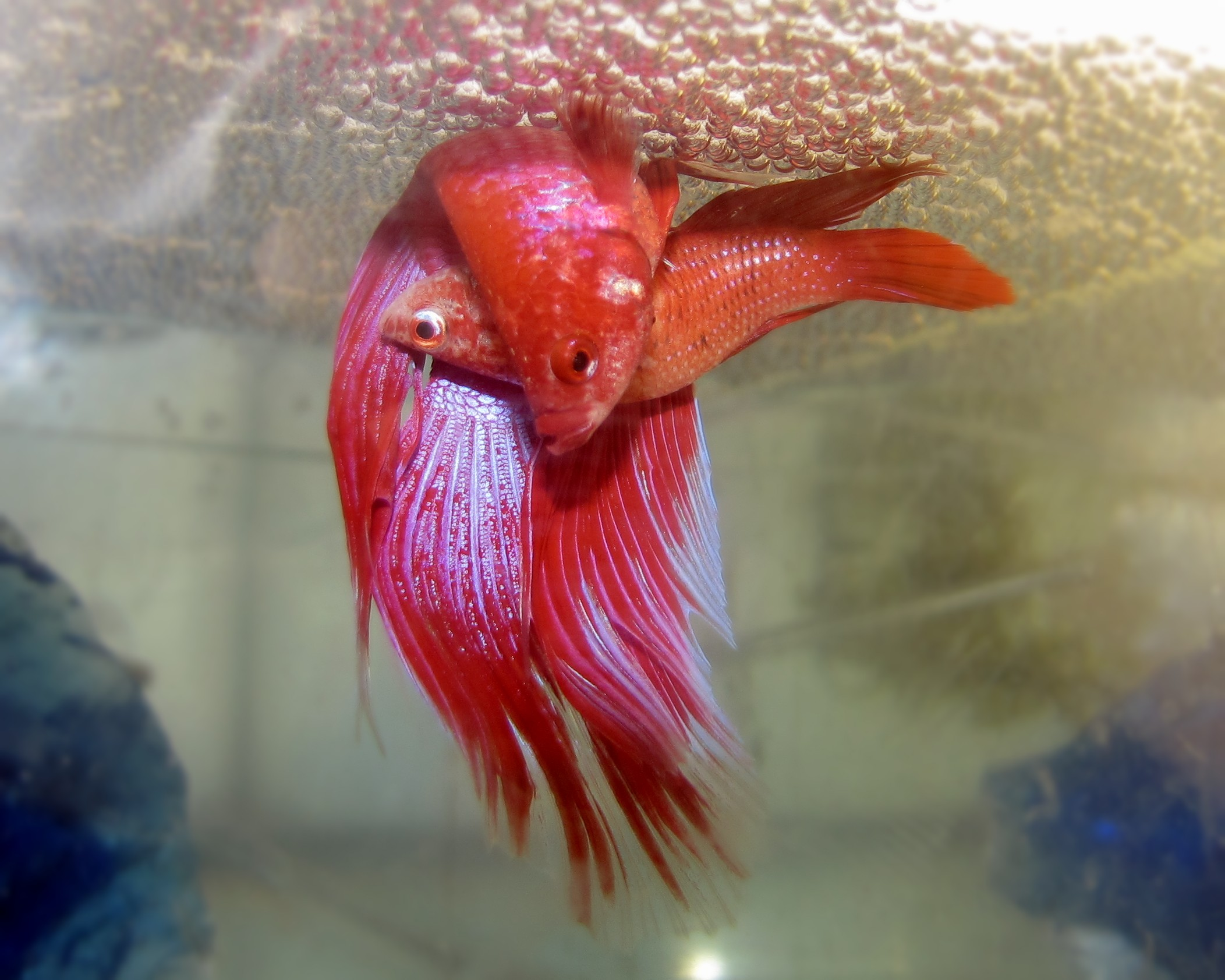
O pereche care depune icre sub un cuib de bule, în acvariul unui crescător

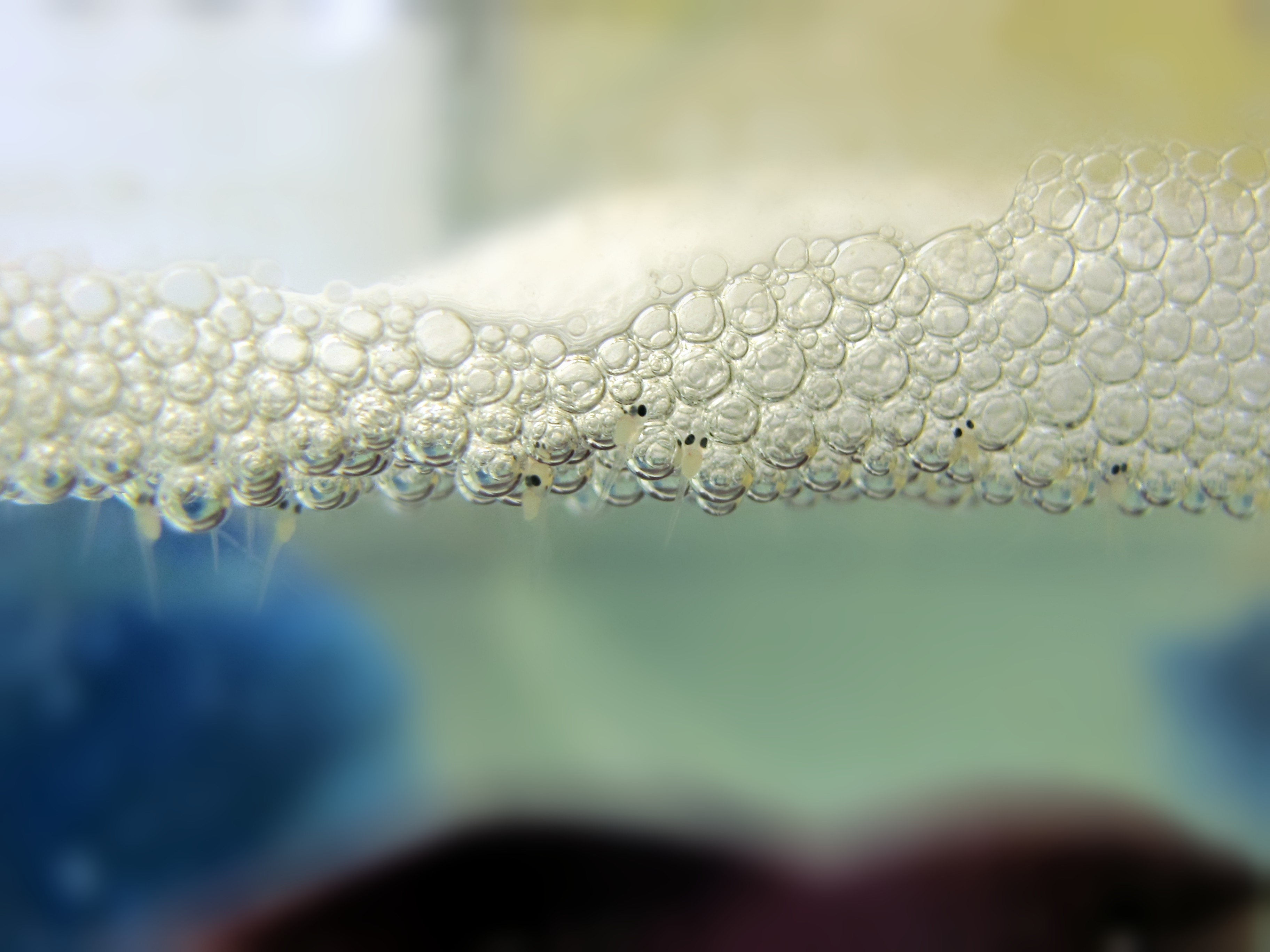
Larvele de o zi (sacii lor de gălbenuș nu au fost încă absorbiți) într-un cuib de bule

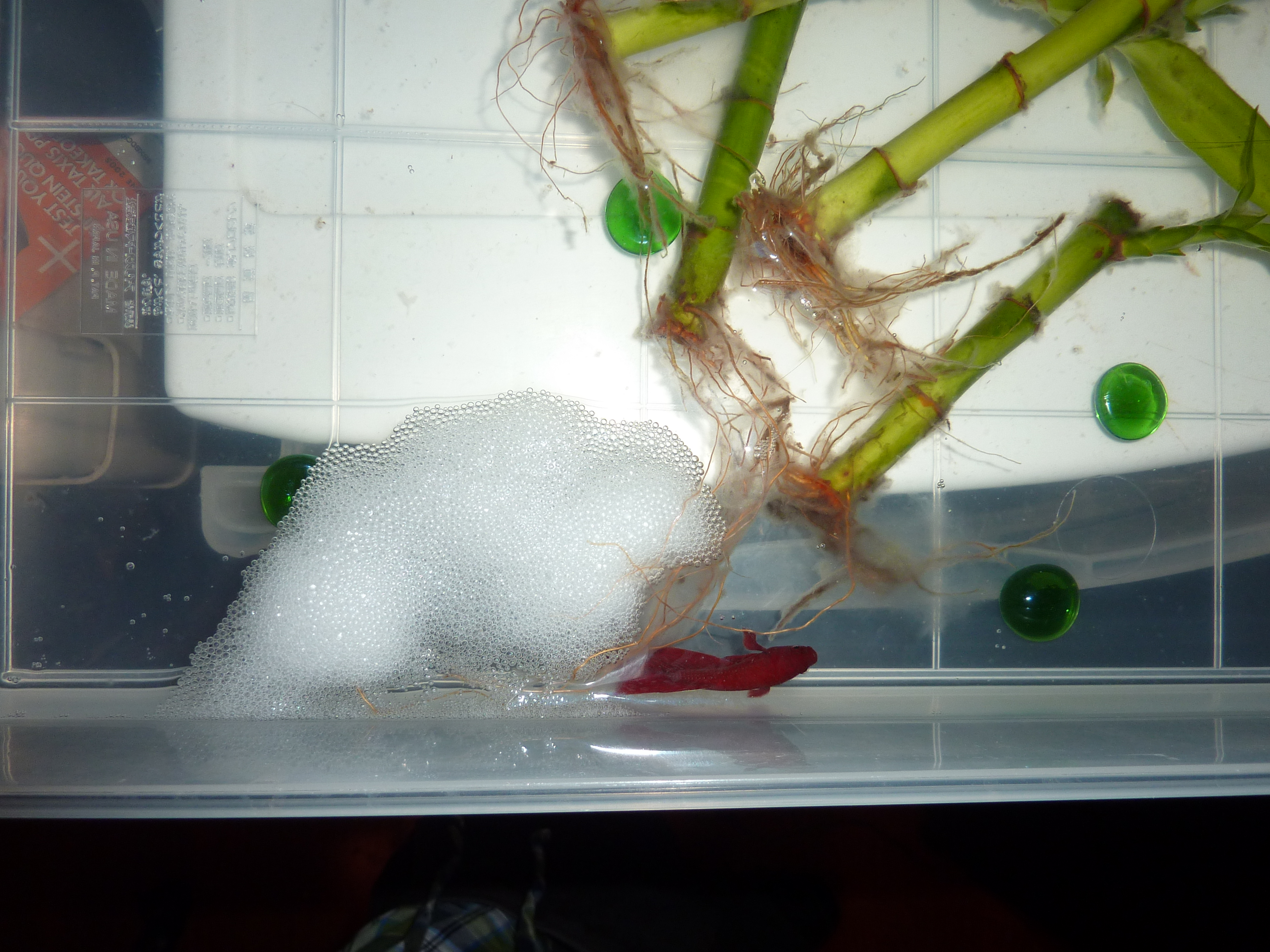
Peștii Betta splendens construiesc cuiburi de bule de diferite dimensiuni.

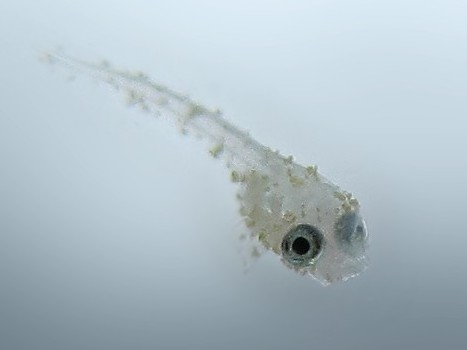
Un pui de 15 zile, înoata liber, este infectat cu Piscinoodinium sp. (boala de catifea), un ucigaș comun al puiului de betta în captivitate.

Masculii betta își vor arăta branhiile, își vor arăta înotătoarele și își vor răsuci trupurile într-un dans dacă sunt interesați de o femelă. Dacă femela este interesată, de asemenea, se va închide la culoare și va dezvolta linii verticale cunoscute sub numele de linii de reproducere. Masculii construiesc cuiburi de bule de diferite dimensiuni și grosimi la suprafața apei. Cei mai mulți tind să facă acest lucru în mod regulat, chiar dacă nu există prezență feminină.
Plantele sau rocile care ajung la suprafața apei formează adesea o bază pentru cuiburile cu bule. Actul de depunere al icrelor este numit „îmbrățișare nupțială”, căci masculul își înfășoară trupul în jurul femelei; în jurul fiecărei îmbrățișări se eliberează aproximativ 10–40 de icre, până când femela este epuizată de ouă. La rândul său, masculul, eliberează lapți în apă, iar fertilizarea are loc extern. În timpul și după depunere, masculul își folosește gura pentru a prelua icrele scufundate și a le pune în cuibul cu bule (în timpul împerecherii femela își ajută uneori partenerul, dar mai des pur și simplu devoră toate icrele pe care reușește să le prindă). Odată ce femela și-a eliberat toate icrele, este alungată de pe teritoriul masculului, deoarece va mânca probabil icrele. Dacă nu este scoasă din acvariu, atunci cel mai probabil va fi ucisă de mascul.
Icrele vor rămâne în grija masculului. El le ține cu grijă în cuibul său de bule, asigurându-se că niciunul nu cade la fund, repară cuibul cu bule, după cum este necesar. Incubația durează 24–36 ore; larvele proaspăt eclozate rămân în cuib pentru următoarele două-trei zile până când își absorb în totalitate gălbenușurile. După aceea, puii părăsesc cuibul și începe etapa de înot liber. În această primă perioadă a vieții lor, puii B. splendens depind în totalitate de branhiile lor; organul labirint care permite speciei să respire oxigenul atmosferic se dezvoltă de obicei la vârsta de trei până la șase săptămâni, în funcție de rata de creștere, care poate fi extrem de variabilă. B. splendens poate atinge maturitatea sexuală la o vârstă de doar 4-5 luni.

## Istorie
Se știe că unii oameni din Thailanda și Malaysia au capturat acești pești înainte de secolul al 19-lea din sălbăticie. Peștii betta sunt crescuți pentru agresivitatea lor în estul Thailandei.
În sălbăticie, betta apare în doar câteva minute înainte ca un pește să se întoarcă. Crescuți special pentru agresivitate intensă, meciurile cu pești betta domesticiți pot continua mai mult timp, câștigătorii fiind determinați de dorința de a continua lupta. Odată ce un pește se retrage, meciul s-a încheiat.
Văzând popularitatea acestor lupte, regele Thailandei, Rama III, a început autorizarea și colectarea acestor pești luptători. În 1840, el a dat o parte din peștii săi favoriți unui om care, la rândul său, i-a dat lui Theodore Edward Cantor, un om de știință medic. Nouă ani mai târziu, Cantor a scris un articol care îi descrie sub numele de Macropodus pugnax . În 1909, ihtiologul Charles Tate Regan, după ce și-a dat seama că o specie a fost numită deja Macropodus pugnax, l-a redenumit "peștele luptător siamez domesticit" Betta splendens .
Denumirea vernaculară "plakat", adesea aplicată tulpinilor ornamentale cu aripioare scurte, este derivată din cuvântul tailandez pla kat (tailandez: ปลา กัด), care înseamnă literalmente "pește mușcător" și este numele thailandez pentru toți membrii B. splendens (întrucât toți membrii au tendințe agresive în sălbăticie și toți sunt crescuți în principal pentru agresivitatea lor în estul Thailandei ), mai degrabă pentru orice tip de specii de pești luptători siamezi. Așadar, termenul „pește luptător” se folosește generic pentru toți membrii speciei B. splendens, inclusiv peștii luptători siamezi.

### Pește de acvariu
În 1892, această specie a fost importată în Franța de importatorul francez de pești de acvariu Pierre Carbonnier la Paris, iar în 1896, importatorul german de pești de acvariu Paul Matte din Berlin a importat primele exemplare în Germania din Moscova.

### Specii invazive
În ianuarie 2014, o populație mare de pești a fost descoperită în râul Adelaide Floodplain din Teritoriul de Nord, Australia. Ca specie invazivă, ele reprezintă o amenințare pentru peștii autohtoni, broaște și alte animale sălbatice din zonele umede.

## În acvariu

### Apa
Speciile Betta preferă o temperatură a apei în jur de 75–82 °F (24–28 °C)   dar s-a văzut că supraviețuiesc temporar la extremele 56 °F (13 °C)     sau 95 °F (35 °C)   . Când sunt păstrați în climate mai reci, se recomandă încălzitoarele de acvariu.
Pestii Betta sunt, de asemenea, afectați de nivelul pH-ului apei. Nivelurile ideale pentru peștii betta ar fi la un pH neutru (7,0) Cu toate acestea, peștele Betta este ușor tolerant față de nivelurile pH-ului. Au un organ cunoscut sub numele de organ labirint care le permite să respire aer atmosferic de la suprafața apei. Acest organ a fost gândit să permită păstrarea peștilor în acvariile neoxigenate artificial, dar aceasta este o concepție greșită, deoarece calitatea precară a apei face ca toți peștii tropicali, inclusiv Betta splendens, să fie mai susceptibili la boli precum putregaiul cozii .
Păstrați și hrăniți în mod corespunzător cu o dietă corectă, peștele luptător siamez trăiește în general între 3 și 5 ani în captivitate, dar poate trăi între 7 și 10 ani în cazuri rare.

### Dimensiunea acvariului și cohabitantii
Mărimea minimă a acvariului este direct legată de experiența acvaristului și de cât de des vor fi efectuate schimburile de apă, pentru a menține apa curată. Betta, desigur, trebuie să aibă suficient spațiu pentru a se întoarce, dar nu există dovezi că necesită mult spațiu. Datorită organului lor labirint, aceștia nu depind de nivelurile ridicate de oxigen din apă, deci nu este necesară o suprafață mare pentru schimbul de gaze. Unii pasionați de Betta susțin că există o dimensiune minimă a acvariului pentru un Betta, însă încercarea de a stabili un nivel strict de bază este oarecum arbitrar.  Arhivat în 21 septembrie 2020, la Wayback Machine. . Efectuarea sigură a schimburilor parțiale periodice ale apei (în fiecare zi pentru acvariile mici nefiltrate) ar asigura calitatea minimă a apei într-un acvariu mai mic. Cei mai mulți consideră  ca o dimensiune intre 9 si 19 litri (3 - 5 galoane SUA) ar fi ideală a acvariului pentru un Betta, „dar puteți păstra cu succes un Betta într-un acvariu de 4 litri (1 galon), cu condiția să îl curățați în mod regulat” și să mențineți o temperatura acceptabila (în general 24 °C până la 26 °C - 75F la 78F - este considerată optimă).
Peștii betta pot cohabita cu pești care se hranesc de pe fundul acvariului, cu toate acestea, nu este recomandat să îi păstrați cu pești care se hranesc de pe fundul acvariului care îi pot mânca aripioarele sau îi pot distruge stratul protector de pe corp (un exemplu este mâncătorul de alge siamez, dacă este păstrat într-un acvariu de dimensiuni necorespunzătoare)

### Varietati
B. splendens pot fi hibridizati cu <i id="mwqA">B. imbellis</i>, B. mahachaiensis și <i id="mwrA">B. smaragdina</i>, deși cu aceștia din urmă, puii au sanse de supraviețuire scăzute. În plus la acești hibrizi din genul Betta, a fost raportata hibridizarea intergenerică a Betta splendens și a Macropodus opercularis, peștele paradis.
Crescătorii din întreaga lume continuă să dezvolte noi varietăți. Adesea, masculii speciilor sunt vânduți preferențial în magazine din cauza frumuseții lor, în comparație cu femelele. Femelele nu dezvoltă aproape niciodată aripioare la fel de strălucitoare ca și masculii de același tip și sunt adesea mai sarace în colorit, deși unii crescători reușesc să obțină femele cu aripioare destul de lungi și culori strălucitoare.

### Culori

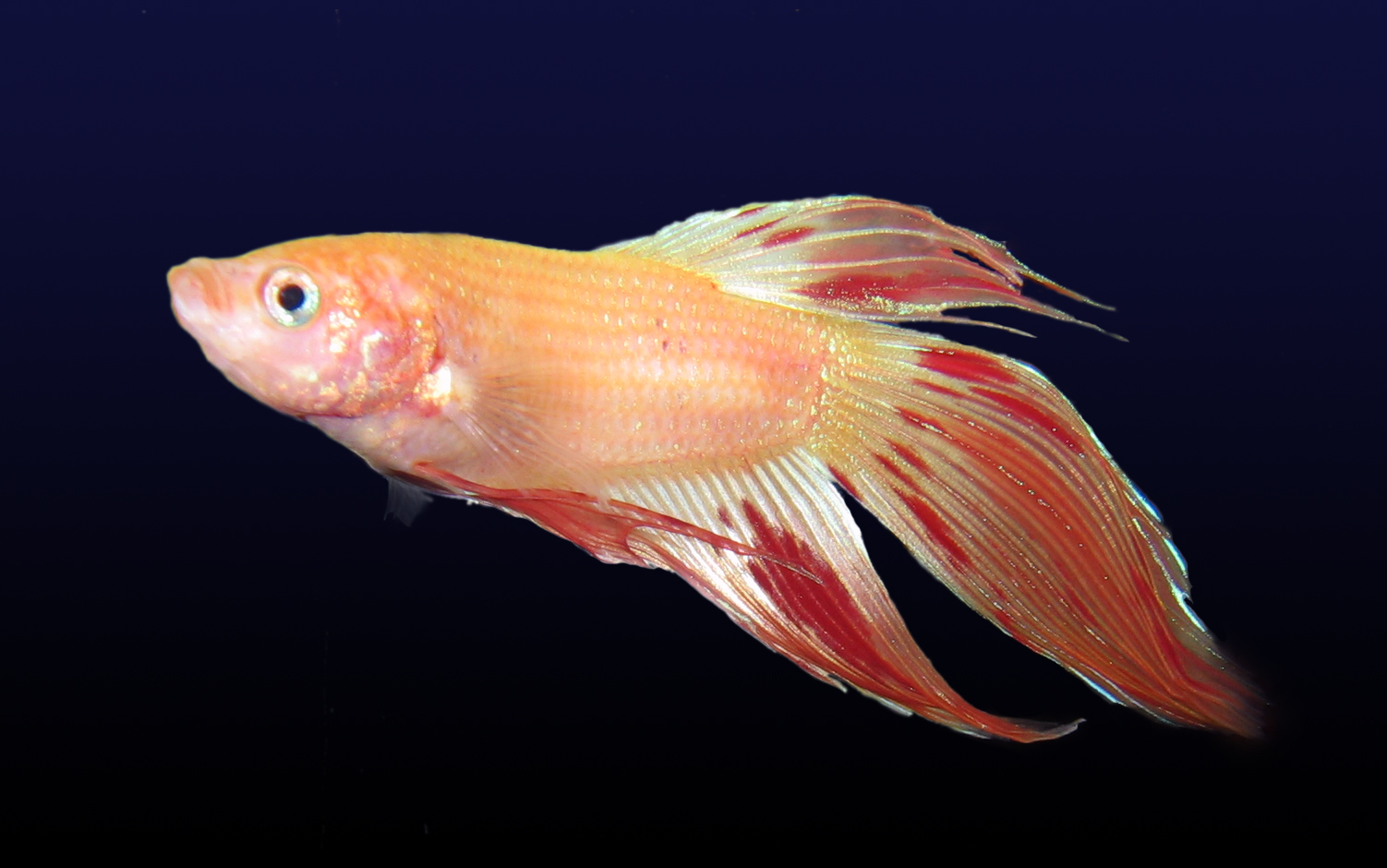
Un mascul portocaliu dalmatian

Peștii sălbatici prezintă culori puternice doar atunci când sunt agitați. Crescătorii au reușit să facă acest colorit permanent, iar o mare varietate de nuanțe sunt adevărate . Culorile disponibile pentru acvariu includ roșu, portocaliu, galben, albastru, albastru de oțel, turcoaz / verde, negru, pastel, alb (alb "opac", care nu trebuie confundat cu albino) și pește multicolor.
Peștii Betta se găsesc în multe culori diferite, datorită diferitelor straturi de pigmentare din pielea lor. Straturile (de la cel mai îndepărtat până la stratul exterior) sunt formate din roșu, galben, negru, iridescent (albastru și verde) și culori metalice (nu o culoare proprie, dar reacționează cu celelalte culori pentru a schimba modul în care sunt percepute). Orice combinație a acestor straturi poate fi prezentă, ceea ce duce la o mare varietate de culori.
Nuanțele de albastru, turcoaz și verde sunt ușor iridescente și pot părea că își schimbă culoarea in diferite condiții de iluminare sau unghiuri de vizualizare; acest lucru se datorează faptului că aceste culori (spre deosebire de negru sau roșu) nu se datorează pigmenților, ci sunt create prin refracție în interiorul unui strat de cristale translucente de guanină . Crescătorii au dezvoltat, de asemenea, modele de culori diferite, cum ar fi  de culoarea marmurii și fluturelui, precum și nuanțe metalice prin hibridizare  precum  culoarea cuprului, aurului sau platinei (acestea au fost obținute prin încrucișarea lui B. splendens către alte specii Betta ). 

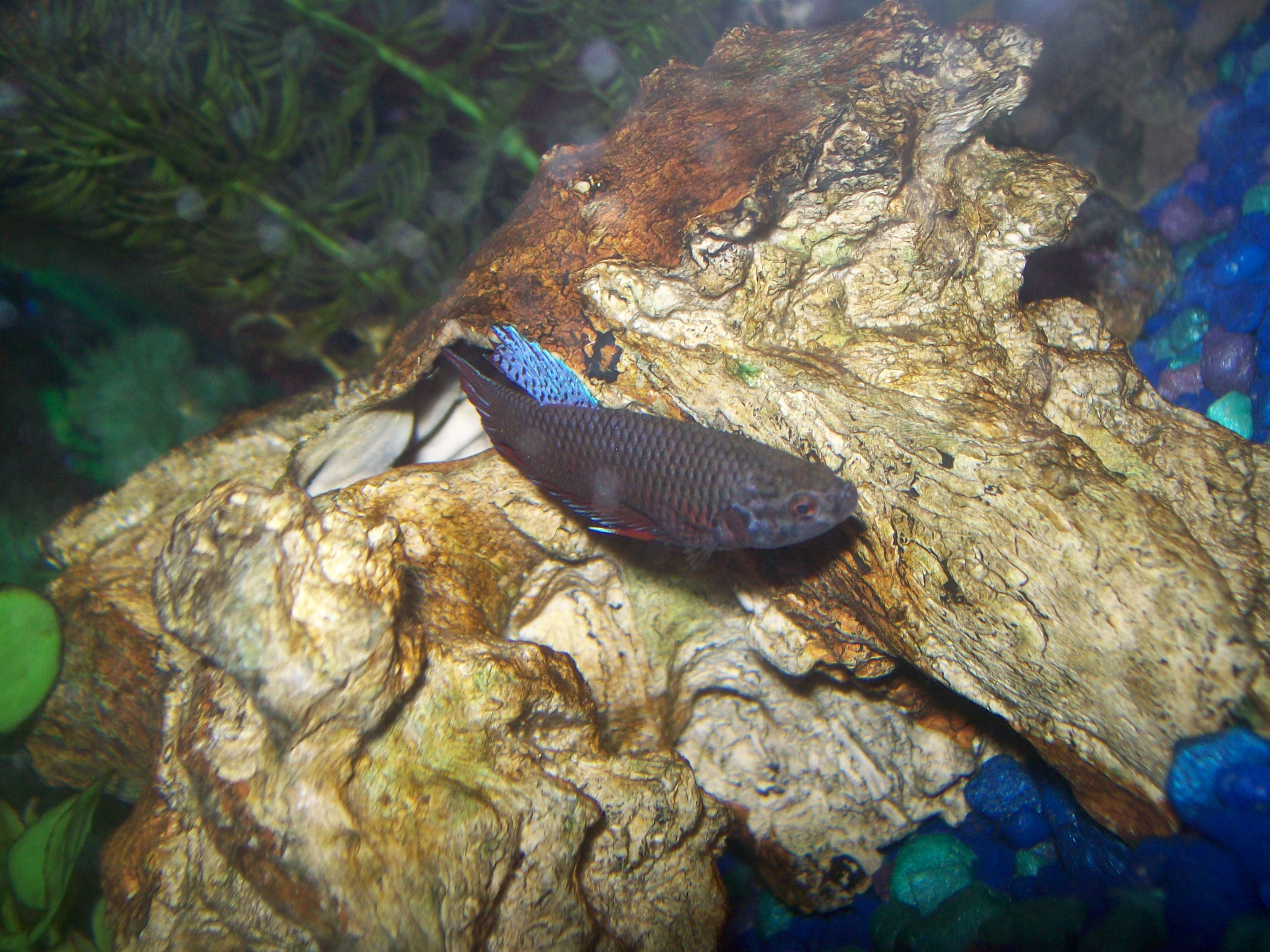
Femelă purpurie și albastră

O adevărată femelă betta albino a fost  foarte căutată de la o apariție înregistrată în 1927, iar alta în 1953. Nici unul dintre aceștia nu a reușit să stabilească o linie de albino adevărați. În 1994, un hobbyist pe nume Kenjiro Tanaka a afirmat că a crescut cu succes betta albino.
Unii betta isi vor schimba culorile de-a lungul vieții (cunoscuți sub numele de marble), atribuite unui transpozon .
Pestii betta Koi au avut o mutație acum, iar unii nu mai sunt marble și nu își schimbă culorile sau modelele pe parcursul vieții lor (cunoscuți drept adevărații Koi) atribuite genei defecte care determină ca marble să nu fie reparată în straturile de culoare după un timp.